# 大日本皇道立教会
大日本皇道立教会（だいにほんこうどうりっきょうかい）は、第119代光格天皇の孫にあたる中山忠英（父親は光格天皇の第六皇子で、中山家に臣籍降下した中山忠伊）が光格天皇が目指した「四民平等の世、天朝御直の民」を実現し、日本精神を作興するため、1911年に創立された組織。
中山忠英が初代会長に就任した。
幹事長は頭山満、幹事は梅屋庄吉、内田良平、花山院家威などが務めた。顧問には大隈重信、東郷平八郎、渡辺千秋、波多野敬直などがいる。
中村天風は会員の一人である。

## 概要
1890年に久邇宮朝彦親王を総裁に中山忠英を会長として組織された皇道会を前身に、中山忠英が1911年大日本皇道立教会を設立して初代会長に就任した。
前身の皇道会は日本の未来を創るのは次世代への教育であるとし、『教育勅語』の作成に尽力した。
大日本皇道立教会を設立した2年後の1913年に中山忠英は亡くなった。
その後、大日本皇道立教会は解散され、家督を継いだ中山忠英の三男中山忠徳（ただのり）は神道研究に努めた。中山忠徳と親交が深かった人物に出口王仁三郎がいる。中山忠徳とは年齢が離れていたが昵懇の間柄だった。また中山忠徳を師事していた者の中には、PL教団開祖の御木徳近がいる（御木徳近の「徳」の字は師事していた中山忠徳の字をもらったとされる）。他に山蔭神道宗家の山陰基央などの宗教界における昭和の偉人たちを輩出した。

## 関係者
- 初代会長：中山忠英
- 副会長：千家尊福
- 副会長：中山忠宗
- 幹事長：頭山満
- 幹事：花山院家威
- 幹事：梅屋庄吉
- 幹事：中山忠綱
- 幹事：内田良平
- 幹事：田中舎身
- 幹事：五百木良三
- 顧問：三浦梧楼
- 顧問：渡辺千秋
- 顧問：東郷平八郎
- 顧問：大隈重信
- 顧問：波多野敬直
- 顧問：大迫尚道
- 賛助員：二条基弘
- 賛助員：大炊御門幾麿
- 賛助員：花山院親家
- 賛助員：山科言縄
- 賛助員：堀田　了
- 賛助員：黒田清綱
- 賛助員：北小路随光
- 賛助員：高倉永則
- 賛助員：大迫尚敏
- 賛助員：堀田正享
- 賛助員：浅田信興
- 賛助員：一木喜徳郎
- 賛助員：土屋光春
- 賛助員：有地品之允
- 賛助員：難波宗美
- 賛助員：肝付兼行
- 賛助員：伊地知幸介
- 賛助員：服部一三
- 賛助員：大久保利武
- 賛助員：長崎省吾
- 賛助員：姉小路良子
- 賛助員：安楽兼道